# Team Rosberg
Team Rosberg – niemiecki zespół wyścigowy, założony w 1994 roku przez byłego mistrza świata Formuły 1 Keke Rosberga. Obecnie ekipa startuje w Deutsche Tourenwagen Masters, ADAC GT Masters oraz w FIA GT3 European Championship. W przeszłości startów zespół pojawiał się także w stawce International Touring Car Championship, Super Tourenwagen Cup, Formuły BMW ADAC, Niemieckiej Formule 3, Formuły 3 Euro Series oraz A1 Grand Prix. Siedziba zespołu znajduje się w miejscowości Neustadt an der Weinstraße.

## Starty

### Formuła 3 Euro Series
| Rok  | Bolid             | Kierowcy            | Wygrane | PP | NO | Pkt | M.K. | M.Z. |
| ---- | ----------------- | ------------------- | ------- | -- | -- | --- | ---- | ---- |
| 2003 | Dallara F303-Opel | Nico Rosberg        | 1       | 1  | 2  | 45  | 8    | 6    |
| 2003 | Dallara F303-Opel | Andreas Zuber       | 0       | 0  | 0  | 2   | 24   | 6    |
| 2004 | Dallara F303-Opel | Nico Rosberg        | 3       | 2  | 2  | 70  | 4    | 6    |
| 2004 | Dallara F303-Opel | Andreas Zuber       | 0       | 0  | 0  | 0   | 21   | 6    |
| 2005 | Dallara F303-Opel | Giedo van der Garde | 0       | 1  | 1  | 34  | 9    | 7    |
| 2005 | Dallara F303-Opel | Kōhei Hirate        | 0       | 0  | 0  | 18  | 12   | 7    |

### A1 Grand Prix
| Rok       | Bolid      | Kierowcy        | Wygrane | PP | NO | Pkt | M.Z. |
| --------- | ---------- | --------------- | ------- | -- | -- | --- | ---- |
| 2005/2006 | Lola-Zytek | A1 Team Austria | 0       | 0  | 0  | 14  | 19   |